# Porky et Gabby
Porky et Gabby (Porky and Gabby) est un cartoon, réalisé par Ub Iwerks et sorti en 1937 qui met en scène Porky Pig et un bouc blanc : Gabby Goat.